# Esin Civangil
Esin Civangil (* 12. Juli 1982 in Kocaeli) ist eine türkische Schauspielerin.

## Leben und Karriere
Esin Civangil wurde am 12. Juli 1982 in Kocaeli geboren. Ihr Debüt gab sie 2002 in der Fernsehserie Ekmek Teknesi. Danach spielte sie 2004 in Mavi Rüya die Hauptrolle. Im selben Jahr wurde sie für die Serie Büyük Buluşma gecastet. Unter anderem war Civangil 2008 in Arka Sıradakiler zu sehen. 2013 trat Civangil in Gönül Hırsızı auf. Anschließend spielte Civangil 2016 in Temel ile Dursun İstanbul'da mit. 2019 bekam sie eine Rolle in Baharı Beklerken.

## Filmografie
Serien
- 2002: Ekmek Teknesi
- 2004: Mavi Rüya
- 2004: Büyük Buluşma
- 2008: Cesaretin Var Mı Aşka
- 2008: Arka Sıradakiler
- 2008: Benim Annem Bir Melek
- 2013: Gönül Hırsızı
- 2014: Güzel Köylü
- 2016: Temel ile Dursun İstanbul'da
- 2019: Baharı Beklerken
- 2021: Müfreze